# BECON Berliner Konfektion
Die BECON Berliner Konfektion  entstand nach der Wende aus dem VEB Fortschritt Herrenbekleidung, dem größten Betrieb für Herrenkonfektion der DDR mit Sitz in Berlin-Lichtenberg.

## Geschichte
Im Jahre 1927 gründeten die jeweils eigenständigen Unternehmen Peek & Cloppenburg KG Berlin und Peek & Cloppenburg KG Hamburg gemeinsam die Herrenbekleidungsfabrik Beha GmbH. Genutzt wurden die Gebäude einer 1907 errichteten Textilfabrik im Bereich der Möllendorffstraße, Rudolf-Reusch-Straße und Normannenstraße in Berlin-Lichtenberg.
Im Herbst 1945 wurde die Beha GmbH von der sowjetischen Militärverwaltung beschlagnahmt und bis 1946 verwaltet. Bis zur Vereinigung mit 17 weiteren Konfektionshäusern zu den Bekleidungswerken Fortschritt GmbH im Jahre 1948 war die Beha GmbH dem Bezirksamt Lichtenberg unterstellt. Bis zur Gründung des VEB Herrenbekleidung Fortschritt am 20. Juni 1949 unterstand die Bekleidungswerke Fortschritt GmbH der Deutschen Treuhandverwaltung.
Nach der Auflösung des Kombinat Oberbekleidung Berlin 1990 gingen Teile des ehemaligen VEB Herrenbekleidung Fortschritt in der Becon Holding AG auf, die mit verschiedenen Unternehmen, wie der Becon classic GmbH, weiter im Konfektionsgeschäft tätig war.
1993 erwarben die Concordia Bau & Boden AG und die Kolb & Schüle AG je 50 Prozent der Becon classic GmbH. Die Verwaltungs- und Produktionsgebäude in Lichtenberg wurden aufgegeben. Die Gesellschaft wurde durch den Erwerb der Marken Rikson, M.A.T (Man about Town) und Filippo Alpi sowie einer 50-prozentigen Beteiligung an der Handelsgesellschaft Intra-Textil Berlin gestärkt. 1996 wurde die Produktion eingestellt, der Firmensitz wurde nach Berlin-Weißensee verlagert.
Ende 1996 veräußerte Kolb & Schüle den als BECON Classic Berliner Confektion GmbH & Co. KG ausgegliederten operativen Teil an die Fa. Ritex AG. Aufgrund von Kaufvertragsunstimmigkeiten musste die BECON Classic Berliner Confektion GmbH & Co. KG im Jahre 1997 Insolvenz anmelden.
Die Firma wurde im selben Jahr unter dem Namen BECON Berliner Confektion GmbH durch die Aydinli Group und die Berlin Clothing GmbH aufgefangen. Die Markenrechte wurden aus der Konkursmasse auf den neuen Eigner BECON Berliner Confektion GmbH übertragen.
Im Jahr 2016 erfolgte eine Umstrukturierung der BECON Gruppe. Die bisher unabhängigen operativen Gesellschaften wurden unter den Namen Becon Berliner Confection GmbH verschmolzen. Im November 2016 wurde ein neuer Flagship Store am Hausvogteiplatz eröffnet. Der Fokus des Unternehmens liegt in der Produktion von Anzügen, Hemden und Accessoires für Herren und Damen zu fairen Bedingungen und unter Vermeidung von Billiglohnländern.
Im Jahr 2021 wurde die Ausschreibung für die Einkleidung der Mitarbeiter des Bundeskanzleramts gewonnen. 2022 erhielt die Gesellschaft nach gewonnener Ausschreibung den Auftrag zur Einkleidung der Saaldiener des Deutschen Bundestags sowie der Fahrer der Fahrbereitschaft des Deutschen Bundestages.

## Mit der BECON Berliner Konfektion verbundene Unternehmen
- Peek & Cloppenburg in Berlin und Hamburg
- Herrenbekleidungsfirma Beha GmbH in Berlin
- Bekleidungswerke Fortschritt GmbH in Berlin
- VEB Bekleidungswerke Fortschritt in Berlin, Stammbetrieb des VEB Kombinat Oberbekleidung Berlin
- BECON Holding AG in Berlin
- BECON classic GmbH in Berlin
- Concordia Bau & Boden AG in Köln
- Kolb & Schüle AG in Kirchheim unter Teck
- Intra-Textil Handelsgesellschaft mbH in Berlin
- BECON classic Berliner Confektion GmbH & Co. KG in Berlin
- Ritex AG in Zofingen (Schweiz)
- Berlin Clothing GmbH in Stade
- Aydinli Group in Istanbul (Türkei)
- BECON Berliner Confektion GmbH in Berlin